# Il Giallo Mondadori dal 1401 al 1500
|  | I 100 precedenti: Il Giallo Mondadori dal 1301 al 1400 |

## Dal N.1401 al N.1500
| N.   | Titolo italiano                           | Autore                              | Titolo originale                             | Pubblicazione     |
| ---- | ----------------------------------------- | ----------------------------------- | -------------------------------------------- | ----------------- |
| 1401 | La casa segreta                           | Mignon G. Eberhart                  | Danger Money                                 | 7 dicembre 1975   |
| 1402 | La valle della paura                      | Bill Pronzini                       | Snowbound                                    | 14 dicembre 1975  |
| 1403 | Sipario                                   | Agatha Christie                     | Curtain, Poirot's Last Case                  | 21 dicembre 1975  |
| 1404 | Strumento di vendetta                     | Hugh Mccutcheon                     | Instrument of Vengeance                      | 28 dicembre 1975  |
| 1405 | Una nube di sospetti                      | Elizabeth Ferrars                   | Drowned Rat                                  | 4 gennaio 1976    |
| 1406 | Victoria                                  | James Hadley Chase                  | So What Happens To Me?                       | 11 gennaio 1976   |
| 1407 | Una voce lontana                          | Doris Miles Disney                  | Cry for Help                                 | 18 gennaio 1976   |
| 1408 | Dollari come se piovesse                  | Robin Shaw                          | Running                                      | 25 gennaio 1976   |
| 1409 | Patrick Dawlish: imputato alzatevi        | John Creasey                        | Come Home To Death                           | 1º febbraio 1976  |
| 1410 | Prendi i diamanti e corri                 | Alex Saxon                          | A Run In Diamonds                            | 8 febbraio 1976   |
| 1411 | Addio, poliziotto!                        | Raf Vallet                          | Adieu Poulet!                                | 15 febbraio 1976  |
| 1412 | Peters Styles: killers in guanti bianchi  | Judson Philips                      | The Power Killers                            | 22 febbraio 1976  |
| 1413 | Così dolce, così diabolica                | Stanton Forbes                      | Some Poisoned By Their Wives                 | 29 febbraio 1976  |
| 1414 | Thane e Moss a tutto gas                  | Bill Knox                           | Rally To Kill                                | 7 marzo 1976      |
| 1415 | Damian Macquaid: benvenuto a Los Angeles  | Shepard Rifkin                      | Mcquaid                                      | 14 marzo 1976     |
| 1416 | ...in ricchezza e in povertà...           | Patricia Mcger                      | for Richer, for Poorer, Till Death           | 21 marzo 1976     |
| 1417 | Giovedì mi ucciderai                      | Gregory Mcdonald                    | Fletch                                       | 28 marzo 1976     |
| 1418 | Invito a una confessione                  | Van Siller                          | The Sloane Divorce                           | 4 aprile 1976     |
| 1419 | Sette cadaveri per Macgee                 | John D. MacDonald                   | The Dreadful Lemon Sky                       | 11 aprile 1976    |
| 1420 | Ventimila lingotti sopra i mari           | Brian Garfield - Donald E. Westlake | Gangway!                                     | 18 aprile 1976    |
| 1421 | I peccati non muoiono mai                 | Mildred B. Davis                    | The Sound of Insects                         | 25 aprile 1976    |
| 1422 | La lacrima del ragià                      | Leonard Saint Clair                 | The Emerald Trap                             | 2 maggio 1976     |
| 1423 | Un attimo per sopravvivere                | Jan Roffman                         | A Dying In The Night                         | 9 maggio 1976     |
| 1424 | Lo specchio fumante                       | Lionel White                        | The Mexico Run                               | 16 maggio 1976    |
| 1425 | La figlia del tempo                       | Josephine Tey                       | The Daughter of Time                         | 23 maggio 1976    |
| 1426 | John Piper e il cliente generoso          | Harry Carmichael                    | The Vanishing Track                          | 30 maggio 1976    |
| 1427 | La signora è servita                      | Gordon Davis                        | House Dick                                   | 6 giugno 1976     |
| 1428 | Una sconosciuta chiamata moglie           | Willo Davis Roberts                 | Didn't Anybody Know My Wife?                 | 13 giugno 1976    |
| 1429 | In pasto ai lupi                          | Dorothy Hughes                      | The Expendable Man                           | 20 giugno 1976    |
| 1430 | L'occhio invisibile                       | James Hadley Chase                  | Goldfish Have No Hiding Place                | 27 giugno 1976    |
| 1431 | Campana a morto                           | Philip MacDonald                    | The Rasp                                     | 4 luglio 1976     |
| 1432 | Verità in cenere                          | Mel Arrighi                         | The Hatchet Man                              | 11 luglio 1976    |
| 1433 | Cinque bottiglie di vodka                 | Youri Vetrov                        | Et Cinq Bouteilles De Vodke                  | 18 luglio 1976    |
| 1434 | La morte aveva i suoi occhi               | Lucille Fletcher                    | Eighty Dollars To Stamford                   | 25 luglio 1976    |
| 1435 | Il poliziotto è solo                      | Collin Wilcox                       | Aftershock                                   | 1º agosto 1976    |
| 1436 | Jericho e la donna dell'anno              | Hugh Pentecost                      | Dead Woman of The Year                       | 8 agosto 1976     |
| 1437 | Una questione di pane per l'87º Distretto | Ed McBain                           | Bread                                        | 15 agosto 1976    |
| 1438 | Appuntamento col destino                  | Mildred B. Davis                    | The Invisible Border                         | 22 agosto 1976    |
| 1439 | Partita a quattro                         | John Wainwright                     | Square Dance                                 | 29 agosto 1976    |
| 1440 | Ma cappuccetto rosso conosceva il lupo?   | Louis Charbonneau                   | Way Out                                      | 5 settembre 1976  |
| 1441 | La chiave magica                          | James Hadley Chase                  | The Joker In The Pack                        | 12 settembre 1976 |
| 1442 | Un volto tra la folla                     | Freda Hurt                          | Acquainted With Murder                       | 19 settembre 1976 |
| 1443 | Fuoco rosso                               | Jack Foxx                           | Dead Run                                     | 26 settembre 1976 |
| 1444 | Patrick Dawlish: io ti ucciderò           | John Creasey                        | Don't Let Him Kill                           | 3 ottobre 1976    |
| 1445 | Intrigo di famiglia                       | Victor Canning                      | The Rainbird Pattern                         | 10 ottobre 1976   |
| 1446 | La morte è impazzita                      | Philip MacDonald                    | Murder Gone Mad                              | 17 ottobre 1976   |
| 1447 | Johnny Liddell a New Orleans              | Frank Kane                          | Poisons Unknown                              | 24 ottobre 1976   |
| 1448 | Leo Roi e il cliente scontroso            | Phillips Lore                       | Who Killed The Pie Man?                      | 31 ottobre 1976   |
| 1449 | Tutto è male ciò che finisce bene         | Angus Hall                          | on The Run                                   | 7 novembre 1976   |
| 1450 | Una vittima di troppo                     | Aaron Marc Stein                    | Lock And Key                                 | 14 novembre 1976  |
| 1451 | Addio Miss Marple                         | Agatha Christie                     | Sleeping Murder                              | 21 novembre 1976  |
| 1452 | Senza misericordia                        | Vi Wolfson                          | Nothing Happens to Children in Beverly Hills | 28 novembre 1976  |
| 1453 | Regan il ribelle                          | Ian Kennedy Martin                  | Regan                                        | 5 dicembre 1976   |
| 1454 | Nero Wolfe apre la porta al delitto       | Rex Stout                           | A Family Affair                              | 12 dicembre 1976  |
| 1455 | Veleno in Paradiso                        | Elizabeth Ferrars                   | The Cup and the Lip                          | 19 dicembre 1976  |
| 1456 | Jericho e il suicidio perfetto            | Hugh Pentecost                      | The Creeping Hours                           | 26 dicembre 1976  |
| 1457 | I segreti di Barclay Place                | Rae Foley                           | The Barclay Place                            | 2 gennaio 1977    |
| 1458 | Acqua in bocca                            | Jean Sareil                         | Le pipelet n'a pas pipé                      | 9 gennaio 1977    |
| 1459 | Uscita di sicurezza                       | Harry Carmichael                    | Emergence Exit                               | 16 gennaio 1977   |
| 1460 | Canto di morte a Delhi                    | Ellis Peters                        | Mourning Raga                                | 23 gennaio 1977   |
| 1461 | Glenn Bowman: troppa grazia!..            | Hartley Howard                      | Treble Cross                                 | 30 gennaio 1977   |
| 1462 | La belva deve morire                      | Nicholas Blake                      | The Beast Must Die                           | 6 febbraio 1977   |
| 1463 | Fammi un piacere, crepa!                  | James Hadley Chase                  | Do Me a Favour, Drop Dead!                   | 13 febbraio 1977  |
| 1464 | Oltre la legge                            | Hamilton Jobson                     | The Evidence You Will Hear                   | 20 febbraio 1977  |
| 1465 | Il testamento americano                   | Francis Ryck                        | Le Testament d'amerique                      | 27 febbraio 1977  |
| 1466 | L'affare Claverse                         | Janet G. Vermandel                  | The Claverse Affair                          | 6 marzo 1977      |
| 1467 | Le regole del gioco                       | Robert B. Parker                    | Mortal Stakes                                | 13 marzo 1977     |
| 1468 | L'uomo senza faccia                       | Carter Wick                         | The Faceless Man                             | 20 marzo 1977     |
| 1469 | Dollari, maledetti dollari                | Edward S. Aarons                    | Million Dollar Murder                        | 27 marzo 1977     |
| 1470 | Identikit per un delitto antico           | Richard Forrest                     | A Child's Garden of Death                    | 3 aprile 1977     |
| 1471 | Parenti di sangue all'87º Distretto       | Ed McBain                           | Blood Relatives                              | 10 aprile 1977    |
| 1472 | Presagio di morte                         | Patrick Quentin                     | The Grindle Nightmare                        | 17 aprile 1977    |
| 1473 | L'ultima occasione                        | Charles Alverson                    | Goodey's Last Stand                          | 24 aprile 1977    |
| 1474 | La pazza di Franklin House                | Doris Miles Disney                  | Too Innocent to Kill                         | 1º maggio 1977    |
| 1475 | L'uomo che non poteva esistere            | Donald Olson                        | If I Don't Tell                              | 8 maggio 1977     |
| 1476 | Il killer dall’indice d’oro               | John Wainwright                     | The Hard Hit                                 | 15 maggio 1977    |
| 1477 | Petrosino e i baffi a manubrio            | Secondo Signoroni                   |                                              | 22 maggio 1977    |
| 1478 | Fenner: la morte mi perseguita            | George Harmon Coxe                  | No Place for Murder                          | 29 maggio 1977    |
| 1479 | Rompicapo in quattro giornate             | Isaac Asimov                        | Murder at the Aba                            | 5 giugno 1977     |
| 1480 | Non era una colomba                       | Helen Reilly                        | Murder in Shinbone Alley                     | 12 giugno 1977    |
| 1481 | L'ultimo treno per Rock Ferry             | Douglas Enefer                      | The Last Train to Rock Ferry                 | 19 giugno 1977    |
| 1482 | Morte al tramonto                         | Jay Barbette                        | Dead Dear Days                               | 26 giugno 1977    |
| 1483 | In memoria di quella là                   | Mildred B. Davis                    | Tell Them What's-Her-Name Called             | 3 luglio 1977     |
| 1484 | L'orologio della morte                    | John Dickson Carr                   | Death Watch                                  | 10 luglio 1977    |
| 1485 | Paura di uccidere                         | Ruth Rendell                        | A Demon in My View                           | 17 luglio 1977    |
| 1486 | Il mondo in cui moriamo                   | David Harper                        | The Patchwork Man                            | 24 luglio 1977    |
| 1487 | La non compianta Felicity Campbell        | Harry Carmichael                    | A Question of Time                           | 31 luglio 1977    |
| 1488 | L'intermediario                           | Oliver Bleeck                       | No Questions Asked                           | 7 agosto 1977     |
| 1489 | Cercatemi domani, sarò morto              | Margaret Millar                     | Ask for Me Tomorrow                          | 14 agosto 1977    |
| 1490 | Ritratto postumo                          | Hugh Pentecost                      | Sniper                                       | 21 agosto 1977    |
| 1491 | A mente fredda                            | Helen Nielsen                       | The Brink of Murder                          | 28 agosto 1977    |
| 1492 | La parte della vittima                    | Michael Maguire                     | Scratchproof                                 | 4 settembre 1977  |
| 1493 | I casi sono tre                           | Ezra Hannon                         | Doors                                        | 11 settembre 1977 |
| 1494 | L'estate al veleno                        | Joe L. Hensley                      | The Poison Summer                            | 18 settembre 1977 |
| 1495 | Via con l'uragano                         | James Hadley Chase                  | Believe This, You'll Believe Anything        | 25 settembre 1977 |
| 1496 | Invito al rogo                            | Ellis Peters                        | Never Pick Up Hitch-Hikers!                  | 2 ottobre 1977    |
| 1497 | Kennedy Regan a Manhattan                 | Ian Martin                          | Regan and the Manhattan File                 | 9 ottobre 1977    |
| 1498 | 87º Distretto: finché morte non vi separi | Ed McBain                           | So Long As You Both Shall Live               | 16 ottobre 1977   |
| 1499 | Mandato di cattura                        | Philip MacDonald                    | Warrant for X                                | 23 ottobre 1977   |
| 1500 | La danza degli aztechi                    | Donald E. Westlake                  | Dancing Aztecs                               | 30 ottobre 1977   |

|  | I 100 successivi: Il Giallo Mondadori dal 1501 al 1600 |